# سیارک ۱۵۳۹۶
سیارک ۱۵۳۹۶ (به انگلیسی: 15396 Howardmoore، نامگذاری:1997UG2) پانزده هزار و سیصد و نود و ششمین سیارک کشف شده‌است که در ۲۴ اکتبر ۱۹۹۷ کشف شد.
قدر مطلق سیارک برابر ۱۴٫۸۰ است.